# Wausau
Wausau ist eine Stadt (mit dem Status „City“) und der Verwaltungssitz des Marathon County in Wisconsin. Im Jahr 2020 hatte Wausau 39.499 Einwohner.
Wausau ist der Mittelpunkt der Metropolitan Statistical Area Wausau, die sich mit dem Marathon County deckt.

## Geographie
Wausau liegt auf 44°57'00" nördlicher Breite und 89°38'00" westlicher Länge und erstreckt sich über 45,6 km2, die sich auf 42,2 km2 Land- und 3,3 km2 Wasserfläche verteilen.
Wausau ist der Ort, der dem Mittelpunkt der nördlichen Westhalbkugel der Erde (45° Nord, 90° West) am nächsten liegt. Das heißt, die Stadt liegt auf halbem Wege zwischen dem Nordpol und dem Äquator einerseits und der Hälfte der Entfernung vom Nullmeridian zur Datumsgrenze andererseits.
Die Stadt liegt am Oberlauf des 692 km langen Wisconsin River, der den Bundesstaat Wisconsin von seiner Nordgrenze bis in den Süden durchfließt, bevor er südlich von Prairie du Chien in den Mississippi mündet.
Die am nächsten gelegenen größeren Städte sind Eau Claire und die Twin Cities in Minnesota (160 km bzw. 300 km westlich), Duluth am Lake Superior in Minnesota (370 km nordwestlich), die Doppelstadt Sault Ste. Marie in der kanadischen Provinz Ontario und in Michigan (570 km nordöstlich), Green Bay am Michigansee (150 km östlich), Wisconsins größte Stadt Milwaukee am Michigansee (305 km südöstlich), Wisconsins Hauptstadt Madison (230 km südlich) und La Crosse (235 km südwestlich).

## Verkehr
Am westlichen Stadtrand verläuft in Nord-Süd-Richtung der U.S. Highway 51. Wausau bildet den nördlichen Endpunkt der Interstate 39, die in südlicher Richtung mit dem Highway 51 auf der gleichen Strecke verläuft. Durch Wausau führen auch die Wisconsin Highways 29 und 52, eine Reihe untergeordneter Straßen sowie mehrere Bahnlinien.
Der öffentliche Personennahverkehr wird durch Buslinien der Firma Metro Ride in Partnerschaft mit der Stadt Wausau, der Stadt Schofield sowie den Gemeinden Rothschild und Weston betrieben. Es existieren 8 Linien, die in 30- bzw. 60-minütiger Folge verkehren.
Am südlichen Stadtrand befindet sich der Wausau Downtown Airport, der sich im Eigentum der Stadt Wausau befindet. Neben den Starts und Landungen kleinerer Privatflugzeugen werden von dort aus auch Charterverbindungen betrieben. 23,7 km südlich der Stadt Wausau befindet sich der Central Wisconsin Airport, von dem aus auch Linienflüge nach Minneapolis, Chicago und Detroit betrieben werden.

## Geschichte

### Vorgeschichte
Der Name „Wausau“ stammt aus der indianischen Ojibwe-Sprache und bedeutet etwa „weit entfernter Ort“ oder „Ort, der von weitem gesehen werden kann“.
Nachdem französische Entdecker als erste Weiße die Gegend bereist hatten, schloss die US-Regierung 1836 einen Vertrag mit den dem Stamm der Chippewa (auch Ojibwa oder Anishabe genannt) und kam dadurch in den Besitz der Gegend um die heutige Stadt Wausau.
1840 wurde von George Stevens (nach dem die Stadt Stevens Point im südlicher gelegenen Portage County benannt wurde) die erste Sägemühle errichtet, weitere entlang des Wisconsin River folgten wenig später.
1846 kam Walter McIndoe in die Gegend. Als Abgeordneter des Repräsentantenhauses trug er zum Wachstum der Region und zur Gründung des Marathon County im Jahr 1850 bei.

### Gründung und die ersten Jahrzehnte
1852 wurde die Town(ship) of Wausau als offizielle Gebietskörperschaft eingerichtet. Durch Zuwanderung vieler Deutscher erhöhte sich die Zahl der Bewohner beträchtlich und führte im Jahr 1861 zur Gründung der Gemeinde (Village) Wausau. 1872 wurde bekam der Ort den Status City verliehen. Der deutschstämmige August Kickbusch wurde zum ersten Bürgermeister der neuen Stadt gewählt. Kickbusch gründete einen Lebensmittelgroßhandel, ein Unternehmen, das auch in den folgenden Generationen im Familienbesitz blieb.
1874 bekam Wausau Anschluss an das Eisenbahnnetz. Die Wirtschaft der Region, die vor allem auf der Holzindustrie basierte, prosperierte und Wausau wurde zu einem regionalen Zentrum. Dadurch konnte der Niedergang der Holzindustrie die wirtschaftliche Entwicklung der Stadt nicht beeinträchtigen.

### Das 20. Jahrhundert

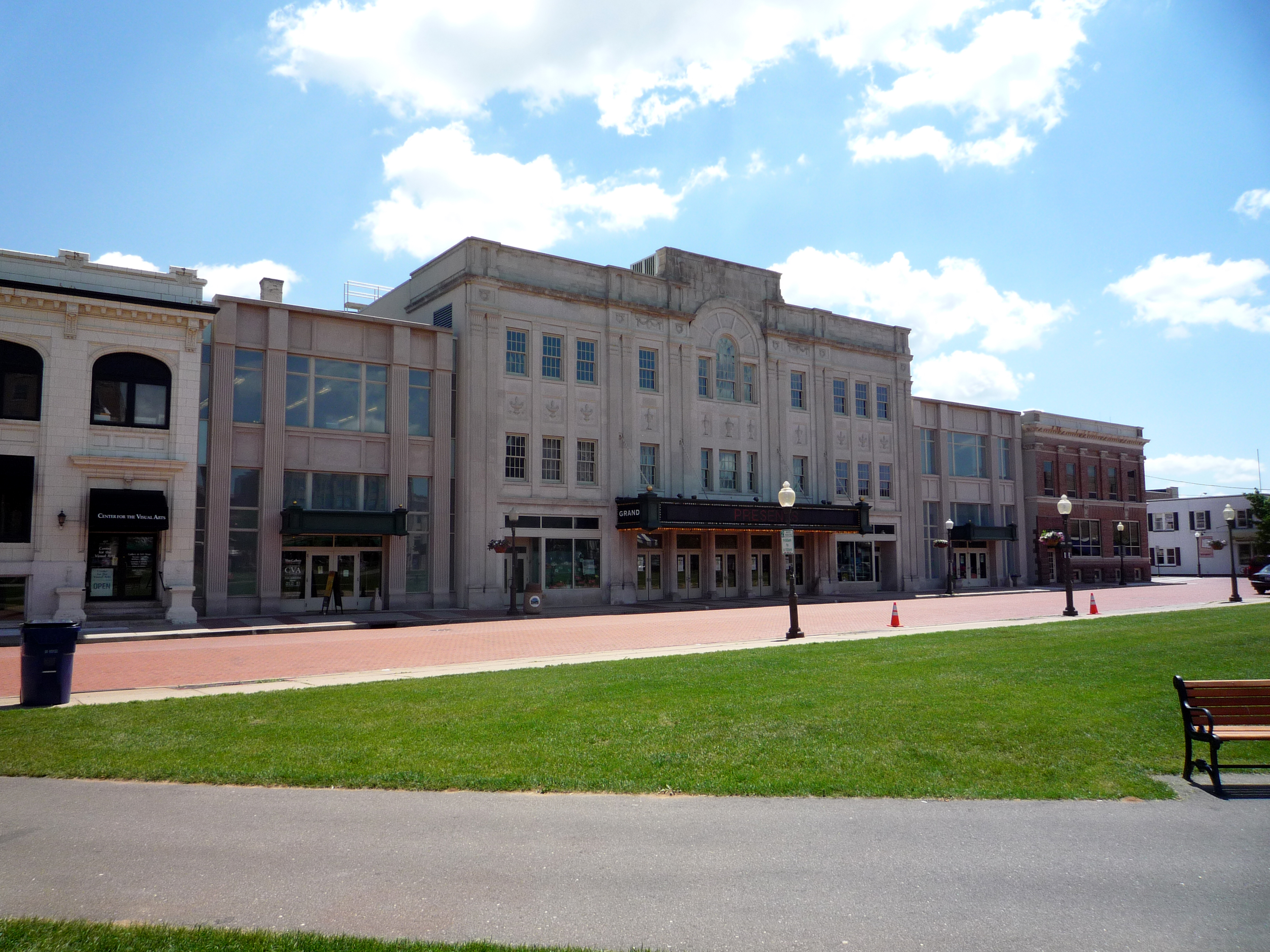
Das Grand Theater, das 1927 an der Stelle des 1899 gebauten Opernhauses errichtet wurde

Wausaus verkehrsgünstige Lage am Wisconsin River sicherte das wirtschaftliche Überleben. Zu Beginn des 20. Jahrhunderts wandelte sich früh die Wirtschaftsstruktur und wurde breiter. Die Versicherungsgesellschaft Employers Insurance of Wausau siedelte sich an, die später unter dem Namen Wausau Group landesweit bekannt wurde und heute in der Versicherungsgesellschaft Liberty Mutual aufgegangen ist.
Im frühen 20. Jahrhundert gehörten Wausau und das Marathon County zum politischen Hinterland der erstarkten Social Democratic Party. Während des Ersten Weltkrieges errang die Partei einen Sitz im Senat von Wisconsin.
Eine ähnlich tiefgreifende Veränderung des Verkehrswesen, wie diese durch die Eisenbahn erfolgte, kam durch die beginnende Motorisierung. Dadurch wurden viele neue Straßen in der Region errichtet und bestehende Wege asphaltiert.
Der Börsenkrach von 1929 hatte auch großen Einfluss auf das Wirtschaftsgeschehen in der Region um Wausau. Viele Industriebetriebe der Region wurden geschlossen oder verkleinert, sodass die Arbeitslosenzahl beträchtlich anstieg. Nach Jahrzehnten des Wachstums kam nun erstmals das Wachstum zum Erliegen.
Infolge des New Deal konnte sich die Wirtschaft erholen und wurde in der Folge stark modernisiert. Nach dem Zweiten Weltkrieg erfuhr die Stadt auf allen Gebieten erneut einen starken Aufschwung.
1983 wurde die neue Shopping Mall eröffnet, die noch heute existiert. In den 1990er Jahren wurde ein neues Gewerbegebiet errichtet. Ende der 1990er Jahre wurde eine Reihe alter Gebäude in der Innenstadt abgerissen, um den 400 Block genannten Platz zu schaffen. Der offene, grasbewachsene Platz bildet das Zentrum der Stadt wird von asphaltierten Wegen gequert. Dort finden im Sommer lokale Festivals statt.

### Das neue Jahrtausend
Ende des 20. Jahrhunderts begann der Stadtrat von Wausau, den Wausau Central Business District Master Plan zu entwickeln. Mit diesem Bebauungsplan soll die künftige Entwicklung und die Struktur der Innenstadt festgelegt werden.

## Wirtschaft
Etwa ein Drittel der Wirtschaft des Marathon County basiert auf der industriellen Produktion. Die Balance zwischen dem industriellen und dem Dienstleistungssektor trägt zur Stabilisierung der Wirtschaft in der Region bei.
Wichtige Wirtschaftszweige sind die Papierindustrie, das Versicherungsgewerbe und der Tourismus. Die Stadt Wausau hat eine unter dem Landesdurchschnitt liegende Arbeitslosenquote. In der Region um Wausau gibt es 12 Banken mit 41 Filialen, drei Treuhandgesellschaften und drei Holdinggesellschaften. Daneben gibt es noch 13 Genossenschaftsbanken mit 18 Filialen.
Die Region um Wausau ist das Zentrum des Anbaus von Amerikanischem Ginseng.
Wausau ist auch bekannt für den Roten Granit, der unweit der Stadt gefördert wird.

## Kultur und Sport

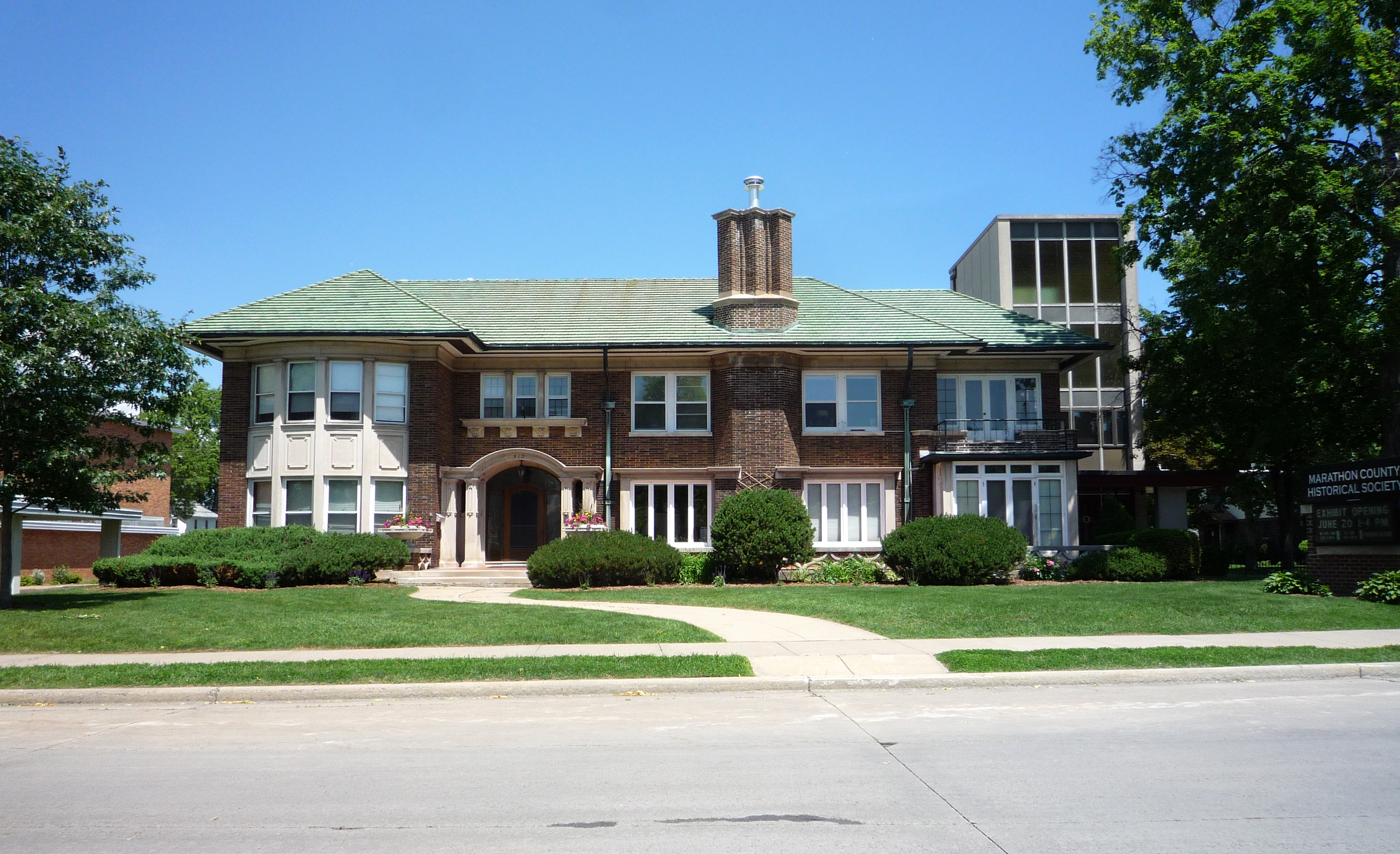
Hauptgebäude des Historischen Museums des Marathon County

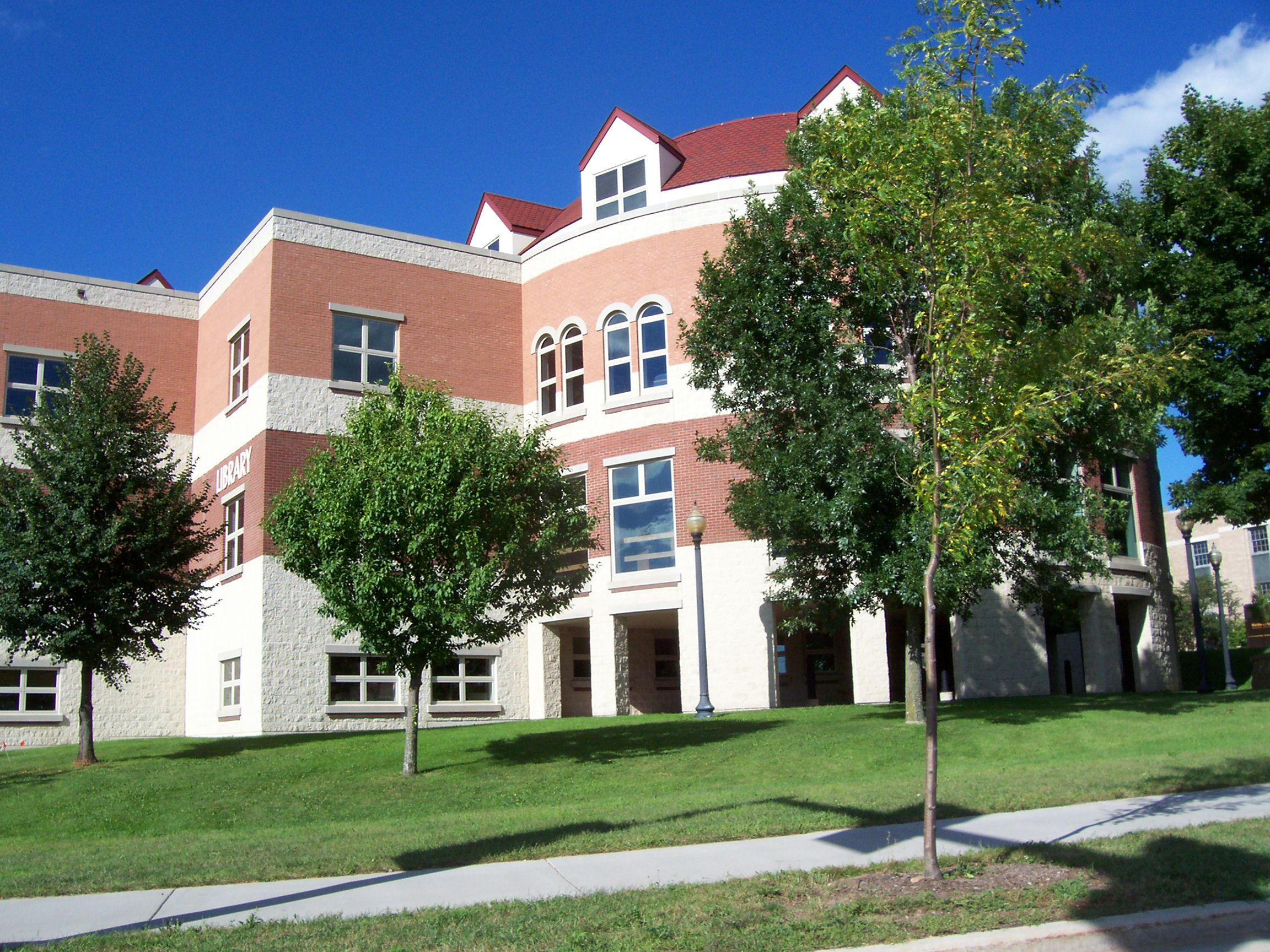
Das Hauptgebäude der Marathon County Public Library in Wausau

Das Hauptgebäude der Marathon County Public Library (MCPL), der größten Bibliothek in der Umgebung von Wausau, befindet sich im Zentrum in unmittelbarer Nähe zum Einkaufszentrum der Stadt Wausau. Die Bibliothek entstand im Jahr 1974, als die Bibliothek des Marathon Countys mit der Stadtbibliothek von Wausau zusammengelegt wurden. Die Bibliothek dient als Hauptstelle aller öffentlichen Bibliotheken im gesamten Marathon County, in dem es acht weitere Bibliotheken gibt.
Das Historische Museum des Marathon County verfügt ebenfalls über eine öffentliche Bibliothek, die in seinem Hauptgebäude untergebracht ist.

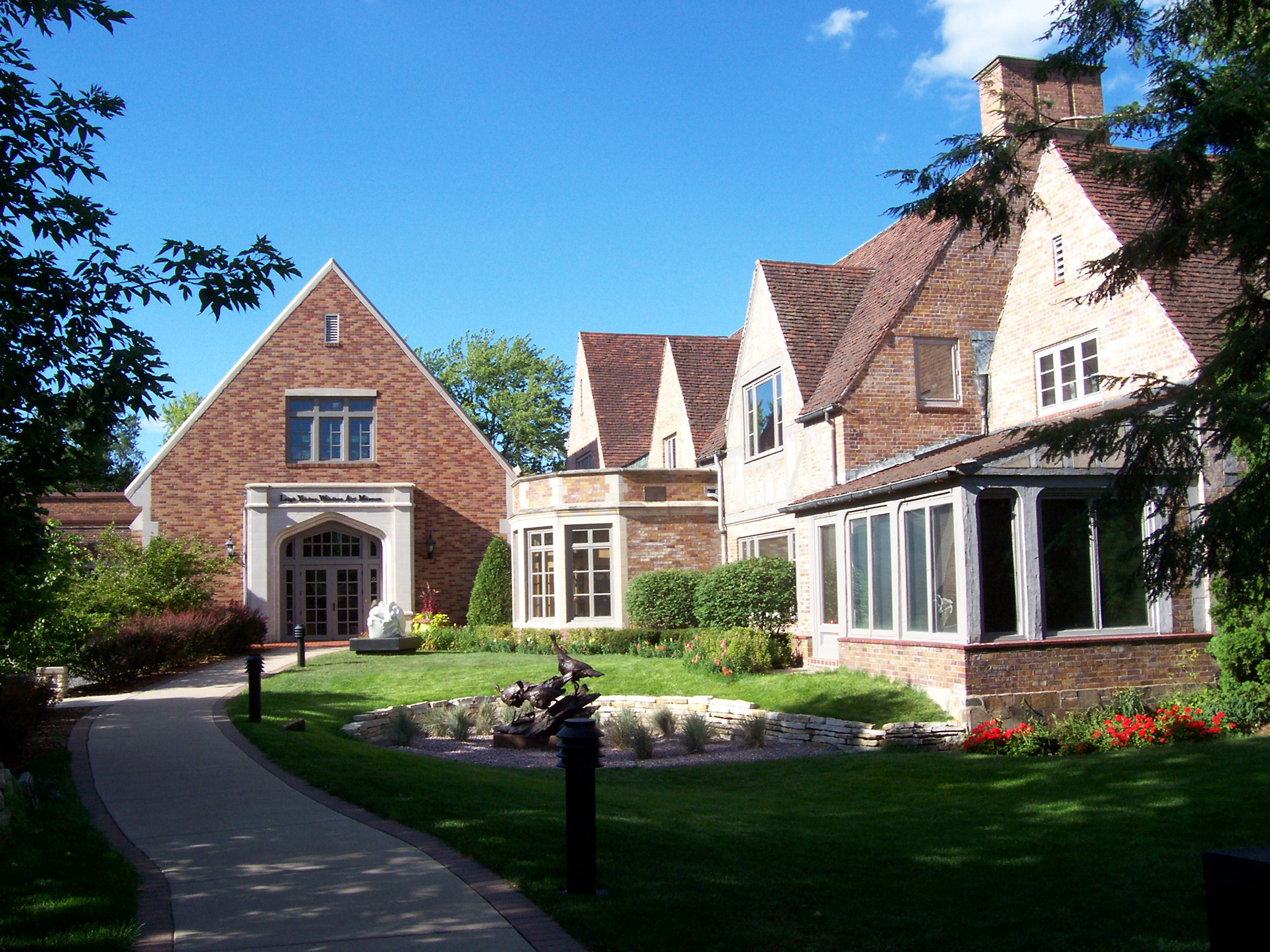
Leigh Yawkey Woodson Art Museum

In Wausau ist das Leigh Yawkey Woodson Art Museum beheimatet. Dieses ist für seine Ausstellung Birds in Art bekannt. Das 1931 im Tudorstil errichtete Gebäude gehörte Alice Woodson Forester und John E. Forester und wurde 1976 von diesen für ein Museum gestiftet.
In Wausau fand im August 2010 das Musikfestival Why not Wausau? statt, bei dem eine Reihe von Indie-Rock-Bands aus dem gesamten Mittleren Westen auftraten. Das Festival fand in der Innenstadt und in der Granite Peak Sk Area statt.
In der Stadt ist mit den Wisconsin Woodchucks ein Baseball-Team der Northwoods League beheimatet und trägt seine Heimspiele im Athletic Park von Wausau aus.
Im Skigebiet Granite Peak Ski Area am nahen Rib Mountain gibt es eine Reihe von Skipisten. Der Berg ist der höchste Skihang im gesamten Mittleren Westen der USA.
In Wausau existiert ein Kajakkurs, auf dem schon verschiedene regionale, nationale und internationale Wettbewerbe veranstaltet wurden.

## Bevölkerung
Nach der Volkszählung im Jahr 2010 lebten in Wausau 39.106 Menschen in 16.487 Haushalten. Die Bevölkerungsdichte betrug 926,7 Einwohner pro Quadratkilometer. In den 16.487 Haushalten lebten statistisch je 2,31 Personen.
Ethnisch betrachtet setzte sich die Bevölkerung zusammen aus 83,7 Prozent Weißen, 1,4 Prozent Afroamerikanern, 0,8 Prozent amerikanischen Ureinwohnern, 11,1 Prozent Asiaten sowie 0,9 Prozent aus anderen ethnischen Gruppen; 2,3 Prozent stammten von zwei oder mehr Ethnien ab. Unabhängig von der ethnischen Zugehörigkeit waren 2,9 Prozent der Bevölkerung spanischer oder lateinamerikanischer Abstammung.
23,5 Prozent der Bevölkerung waren unter 18 Jahre alt, 60,8 Prozent waren zwischen 18 und 64 und 15,7 Prozent waren 65 Jahre oder älter. 50,9 Prozent der Bevölkerung war weiblich.
Das mittlere jährliche Einkommen eines Haushalts lag bei 41.706 USD. Das Pro-Kopf-Einkommen betrug 24.029 USD. 18,8 Prozent der Einwohner lebten unterhalb der Armutsgrenze.
Im Jahr 1996 ergab eine Schätzung, dass Angehörige des Volkes der Hmong mit 11 Prozent die größte ethnische Gruppe in der Stadt bilden.

## Bekannte Bewohner
- Rudy Bell (1881–1955), MLB-Baseballspieler
- Emil Breitkreutz (1883–1972), Bronzemedaillengewinner der Olympischen Spiele 1904, Basketballtrainer der USC Trojans
- Justin L. Johnson (1888–1961), Abgeordneter des Repräsentantenhauses von Kalifornien (1943–1957)
- Win Brockmeyer (1907–1980), American-Football-Trainer
- Johnny Schmitz (1920–2011), MLB-Baseballspieler
- Elroy „Crazy Legs“ Hirsch (1923–2004) – NFL-Profi, Hall of Fame, Schauspieler und Sportfunktionär
- Ray Szmanda (1926–2018), Radio- und Fernsehmoderator
- David Sturtevant Ruder (1929–2020), Rechtsanwalt, Hochschullehrer und Politiker
- Bill Fisher (1930–2018), MLB-Baseballspieler und Assistenzcoach[22]
- Jerome A. Sudut (1930–1951), Träger der Medal of Honor, fiel im Koreakrieg
- Warren Bernhardt (1938–2022), Pianist des Modern Jazz
- Gloria Coates (1938–2023), Komponistin
- Jim Otto (1938–2024), NFL-Profi (Oakland Raiders, fand Aufnahme in die Hall of Fame)
- Dave Marcis (* 1941), NASCAR-Fahrer
- Jim DeLisle (* 1949), NFL-Footballprofi (Green Bay Packers)
- Chris Bangle (* 1956), Chefdesigner von BMW, wuchs in Wausau auf
- Michael A. Stackpole (* 1957), Science-Fiction-Autor
- Barbara K. MacDonald (* 1958), Musikerin (Timbuk 3)
- Jim Pekol (* 1961), Musiker
- Brad Soderberg (* 1962), Basketballtrainer
- Jeff Dellenbach (* 1963), NFL-Profi (Miami Dolphins, New England Patriots, Green Bay Packers, Philadelphia Eagles)[23]
- Greg Liter (* 1963), NFL-Profi (San Francisco 49ers, Philadelphia Eagles)[24]
- Marissa Mayer (* 1975), Vorstandsvorsitzende (CEO) von Yahoo
- Scott Wimmer (* 1976), NASCAR-Fahrer
- Chris Wimmer (* 1979), NASCAR-Fahrer
- Kole Heckendorf (* 1985), NFL-Profi (Green Bay Packers, Detroit Lions, Seattle Seahawks, San Diego Chargers)
- Grace Stanke (* 2002), Nukleartechnologin und Schönheitskönigin